# Jacky Cukier
Pour les articles homonymes, voir Cukier.
Jacky Cukier est scénariste et réalisateur français devenu collectionneur d'art contemporain. 

## Biographie
Jacky Cukier est né à Paris le 19 janvier 1957. Père de trois enfants.
Il travaille d'abord comme assistant metteur en scène de Georges Lautner de 1978 à 1988. Puis il devient scénariste et réalisateur pendant une dizaine d'années. Il a réalisé un long métrage, Chambre à part, sorti en 1989.
À partir de 1990, il se consacre principalement à l'art contemporain tout en signant quelques scénarios jusqu'en 2000.
Considéré comme doté d'une personnalité atypique, il incarne le personnage principal du livre d'Émilie Frèche, Le film de Jacky Cukier.

## Filmographie

### Scénariste
- 1988 : La Maison assassinée de Georges Lautner
- 1989 : Chambre à part (+ réalisateur)
- 1996 : Enfants de salaud de Tonie Marshall
- 1997 : Imûhar, une légende [2]de Jacques Dubuisson [3]
- 1998 : Yom Yom d'Amos Gitaï
- 1998 : Méditerranées de Philippe Bérenger
- 2000 : En vacances  d'Yves Hanchar

### Réalisateur
- 1989 : Chambre à part

### Assistant réalisateur
- 1983 : Attention ! Une femme peut en cacher une autre de Georges Lautner
- 1984 : Le Cowboy de Georges Lautner